# Buddhismus in Norwegen

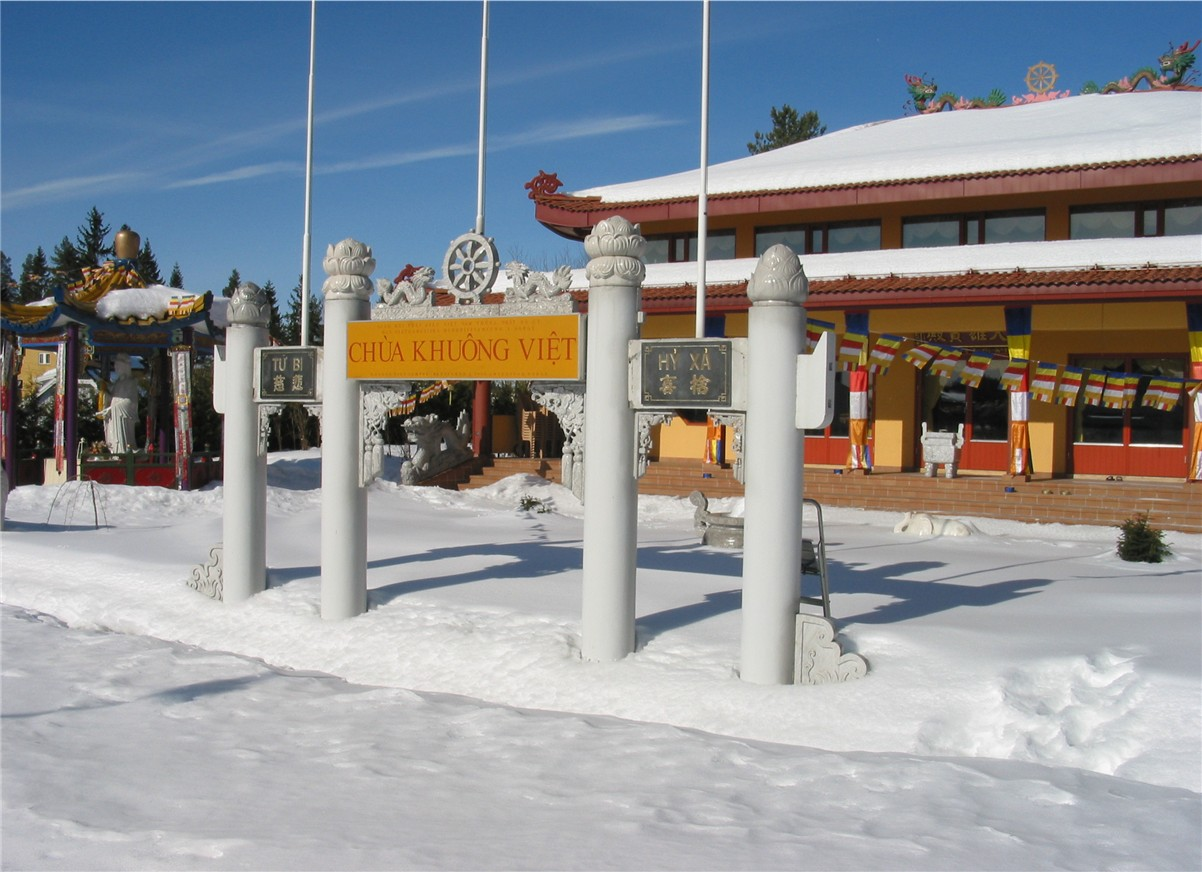
Der Khuong-Viet-Tempel in Løvenstad bei Oslo

Der Buddhismus in Norwegen geht auf die 1970er Jahre zurück, als sich, zunächst in kleinen Kreisen und teilweise angeregt durch Immigranten aus Asien (insbesondere Vietnam), ein stärkeres Interesse an Buddhismus bemerkbar machte.
Der Buddhistische Bund Norwegens (Buddhistforbundet) wurde 1979 von den zwei damals größten Organisationen (Rinzai Zen Senter und Karma Tashi Ling Buddhistsenter) als Religionsgesellschaft gegründet. Obwohl die registrierten Mitglieder nur wenige tausend sind, geht man in Norwegen von ca. 20.000 Menschen aus, die in der einen oder anderen Form Buddhismus praktizieren. Die größten Gruppen dabei sind die vietnamesischen, die einen eigenen Tempel haben, sowie die aus Thailand und Sri Lanka stammenden Theravada-Buddhisten. Die ältesten und größten Gruppierungen einheimischer Buddhisten sind das Karma Tashi Ling und das Zen Senter Oslo. Neben unterschiedlichen Gruppen des japanischen, koreanischen und vietnamesischen Zen und diverser tibetischer Traditionen sind auch andere buddhistische Richtungen vertreten.
1979 wurde die Buddhistische Föderation in Oslo gegründet. Das Hauptziel der Föderation besteht heute darin, die Kommunikation und gute Beziehungen zwischen Buddhisten aller Traditionen und Gruppen zu fördern, um buddhistische Prinzipien und Praktiken in Norwegen zu fördern.